# モスラー・MT900
モスラー MT900 (Mosler MT900) は、かつてアメリカ合衆国に存在した自動車メーカー、モスラー・オートモティブが製造していたスーパーカーである。

## 概要
モスラーオートモーティブは2013年にロシオン・オートモティブに吸収合併された。MT900には市販モデルとレース用モデルが存在する。市販モデルとしては、オリジナルのMT900に加え、2005年にアップデートされたMT900S、オプションのパフォーマンスパッケージであるMT900S フォトン、そしてモスラー社の創立20周年記念モデルであるMT900 GTR XXが製造された。レース用モデルとしては、MT900R、およびFIA-GT3カテゴリーに適合させたMT900R GT3、2010年のSUPER GTに参戦したMT900Mが存在する（MT900S GTは製造されず）。MT900はモスラー・ラプターの後継モデルにあたる。

## MT900
MT900は、かつてコルベットC5の開発に携わったロッド・トレンネによって設計された。MT900という名称は、モスラー、トレンネ、そして目標車両重量である900kgに由来する。MT900は、車体後部に搭載された後輪駆動のLS6 V型8気筒エンジンと炭素繊維製のシャーシを採用する。最高出力は350hp (260kW)、最大トルクは350lb⋅ft (470N⋅m)を発揮する。ポルシェ向けに設計されたZF製トランスアクスルを搭載するが、エンジンをリアアクスルより前方に配置するため、トランスアクスルは逆向きに搭載されている。目標重量を大幅に上回る1,175kgの乾燥重量となったが、アメリカの自動車雑誌カー・アンド・ドライバーによれば、MT900は3.5秒で0-60mph（約97km/h）加速を達成する性能を持つ。同誌によるテストでは、1/4マイルを12.0秒で走り抜け、最高速度は150mph (約240km/h)を記録した。価格は164,000USドルで、プロトタイプが1台のみ製造された。

## MT900R
MT900RはMT900のレーシングバージョンであり、様々な国際的なモータースポーツシリーズでの使用を想定して設計された。2001年のデイトナ24時間レースでデビューし、ファクトリーチームによってロレックス・スポーツカー・シリーズのフルシーズンに参戦、クラスチャンピオンシップで9位となった。2002年には、フランスのPerspective Racing teamがフルエントリーし、デイトナ24時間レースで総合13位、クラス5位でフィニッシュ、続くホームステッド＝マイアミ・スピードウェイでのレースで優勝し、チームはチャンピオンシップで3位を獲得した。
- MT900 R

## MT900R GT3
2006年後半に発売されたMT900R GT3は、FIA GT3カテゴリーにMT900Rを適合させるために制作された。インターナショナル GTオープン、オーストラリア GTチャンピオンシップ、Belcar及びGT3規定に準拠したイギリスGTチャンピオンシップには参加が可能だが、GT3シリーズを使用するその他のシリーズでは参加することができない。
2006年後半に発表されたMT900R GT3は、MT900RをFIA GT3カテゴリーのレギュレーションに適合させるために製作された。インターナショナル GTオープン、オーストラリア GTチャンピオンシップ、Belcar、およびGT3規定に準拠したイギリスGTチャンピオンシップへの参戦が可能だが、GT3シリーズを採用する他のシリーズでは承認が得られていない。MT900R GT3は、オリジナルのMT900Rに搭載されていた5.7LのLS1 V8エンジンではなく、7.0LのLS7 V8エンジンを搭載する。
- MT900 R GT3

## MT900S
MT900Sには、MT900に搭載されたLS6 V8に改良を加えたエンジンが搭載されている。最初のプロトタイプは市販モデルより177kg (390lb)重く、出力が65hp (48kW)低下していた。0-60mphは3.5秒、1/4マイルは12.0秒だった。600bhp (447kW)を発揮する改良型のMT900Sは、2006年に0-60mphのタイムを3.1秒まで短縮した。
2005年6月、モスラー社は米国の環境保護庁(EPA)及びカリフォルニア州大気資源局(CARD)の認証を取得し、米国で公道走行可能なMT900Sが販売できるようになったことを発表した。価格は189,000米ドル(約2200万円)で、2005年1月までに2台が製造され、2006年12月に最初のMT900S公道走行モデルが映画監督のジョージ・ルーカスに納車された。
MT900Sには、MT900に搭載されたLS6 V8エンジンに改良を加えたエンジンが搭載されている。初期のプロトタイプは市販モデルより177kg重く、出力は65hp低かった。0-60mph加速は3.5秒、1/4マイルは12.0秒であった。600bhp (447kW)を発揮する改良型のMT900Sは、2006年のテストで0-60mph加速を3.1秒まで短縮した。2005年6月、モスラー社はアメリカ合衆国の環境保護庁(EPA)およびカリフォルニア州大気資源局(CARB)の認証を取得し、MT900Sがアメリカ国内で公道走行可能になったことを発表した。価格は189,000USドルで、2005年1月までに2台が製造され、2006年12月には映画監督のジョージ・ルーカスに最初の公道走行可能なMT900Sが納車された。
- MT900 S

## MT900S フォトン
MT900S フォトン(MT900S Photon) は、MT900Sのハイパフォーマンスモデルであり、ヒューランド製トランスミッション、薄肉サブフレーム、Dymag製カーボンファイバー・マグネシウムホイール、チタン製スプリング、カーボンファイバー製シートとボディワークなどを採用し、乾燥重量を898kgまで軽量化している。2011年1月までに2台が製造され、イギリスで販売された。

## MT900S GT
2010年、モスラー社は同年のSUPER GTに参戦したMT900Mをベースにした改良版であるMT900S GTを製造すると発表したが、2011年5月に工場が生産を停止・閉鎖したため、製造には至らなかった。

## MT900M
MT900Mは、シンガポールを拠点とするサンダーアジア・レーシングが2010年のSUPER GT GT300クラスに参戦するために開発したモデルであり、同年の第2戦（岡山）でデビューした。2009年に同チームがSUPER GTに投入したMT900Rとは異なり、3.4Lのジャッド製V8エンジンを搭載し、GT300クラスの規定に準拠したエアロパーツを装備している。
- 2011年シーズンのMT900M

## MT900 GTR XX
MT900 GTR XXは、モスラー社の創立20周年を記念して製造されたモデルである。ボディはカーボンファイバーとケブラーの複合素材で構成され、車重は1,111kgに抑えられている。0-100km/h加速は3.1秒以下、最高速度は340km/h以上と公表されている。価格は25万ユーロと発表された。